# Franz Dibelius

Franz Wilhelm Dibelius (* 6. Januar 1847 in Prenzlau; † 20. Januar 1924 in Dresden) war ein deutscher evangelischer Theologe.

## Leben

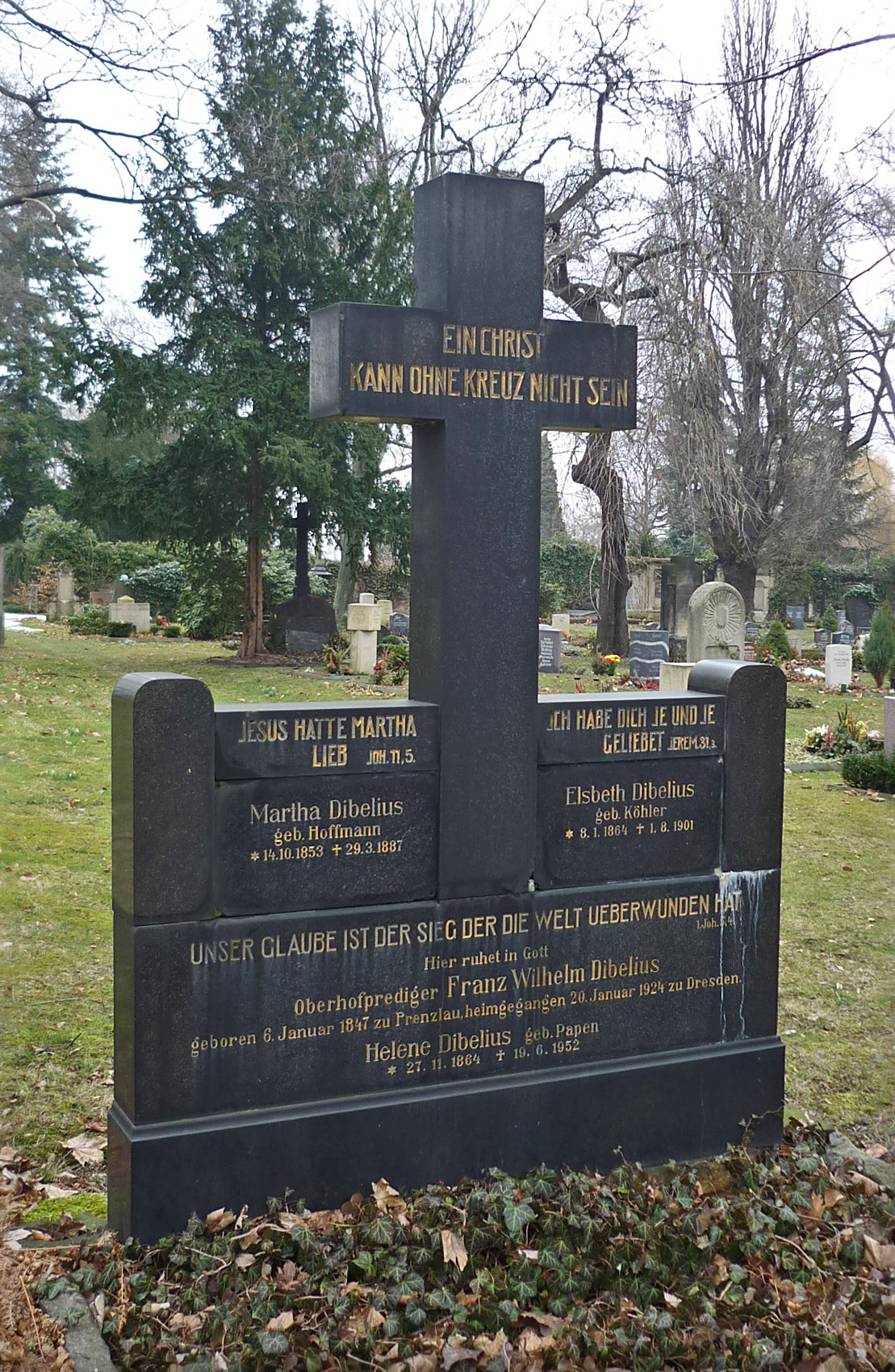
Grab von Franz Wilhelm Dibelius auf dem Alten Annenfriedhof in Dresden

Franz Wilhelm Dibelius entstammte als Sohn des Oberlehrers Wilhelm Dibelius und seiner Mutter Franziska (geb. Wiese) einem pommerschen Pastorengeschlecht. Er ging nach einer Promotion zum Doktor der Philosophie an der Universität Halle-Wittenberg nach Berlin, wo er das Lizentiat der Evangelischen Theologie erwarb und 1871 Domhilfsprediger und Inspektor des Domkandidatenstifts wurde.
An der Universität Berlin habilitierte er sich 1873 für Kirchengeschichte, war dort kurzzeitig als Privatdozent tätig und ging 1874 als Pfarrer an die Annenkirche in Dresden. Hier wurde er 1884 Superintendent der Ephorie Dresden I und Pfarrer an der Kreuzkirche. 1910 wurde er zum Oberhofprediger und Vizepräsident des Landeskonsistoriums berufen, welches Amt er bis zu seinem Tod 1924 ausübte. Er war damit 1922 der letzte in der Reihe der sächsischen Oberhofprediger seit 1539. Ihm folgte als erster sächsischer Landesbischof Ludwig Ihmels. Als Theologe war er darum bemüht, ein fröhliches Christentum zu vermitteln. Dibelius führte in Dresden den Kindergottesdienst ein und steuerte dazu Lieder bei. Er setzte die Aufteilung übergroßer Kirchgemeinden in der anwachsenden Großstadt durch, was zur Errichtung neuer Kirchen führte.
Auch war er als Mitinitiator der „Gesellschaft sächsischer Kirchengeschichte“ tätig und führte unter anderem seit 1893 den Vorsitz des Gustav-Adolph-Vereines, dessen Zentralvorstand er seit 1895 angehörte. Er trat als Förderer der evangelischen Diaspora in Böhmen auf, förderte die evangelische Bewegung in Österreich und galt als einer der führenden Männer des deutschen Luthertums vor dem Ersten Weltkrieg.
Dibelius war dreimal verheiratet. In erster Ehe war er seit 1876 verheiratet mit Martha († 1887), der Tochter des Oberkonsistorialrates in Dresden Ewald Hoffmann, in zweiter seit 1888 verheiratet mit Elsbeth († 1901), der Tochter des Generalmajors Bruno Julius Otto Köhler und in dritter Ehe seit 1905 mit Helene, der Tochter des preußischen Oberstleutnants Gustav Eduard Theodor Papen. Aus seiner ersten Ehe stammt sein einziges Kind Martin Dibelius. Sein Neffe Otto Dibelius nahm ihn sich zum Vorbild.

## Werke (Auswahl)
Die Werkliste ist im Einklang mit dem Artikel zu Dibelius in der Deutschen Biographie. Allerdings hatte Dibelius einen dichterisch tätigen gleichnamigen Neffen, den Pfarrer und habilitierten Historiker Franz Dibelius (1881–1916), dem verschiedentlich insbesondere das Werk Meine Last ist abgelegt zugeschrieben wird.
- Der Kindergottesdienst, 1881
- Die Einführung der Reformation in Dresden, 1889
- 10 Jahre evangelische Bewegung in Österreich, 1909
- Vom heiligen Kreuz, 1910
- Apologetik und Seelsorge, 1911
- Dein Reich komme, Festpredigten, 1912
- Meine Last ist abgelegt, Gedichte und Gedanken, 1917
- Fröhliches Christentum, ein Führer durch die evangelischen Gesangbücher, 1921